# Circa
（经常缩写为，有时会用斜体以表明其为拉丁文），意为“大约”，其字面意思是“周围”，一般是指一个日期。它在系谱学以及历史学著述中被广泛采用，当大概知道日期的时候。
例如，一个有关成吉思汗的百科全书条目可能会以开头，表明他生于1162年或其左右。其卒年显示为确定的日期，表明有确凿的证据证明其逝世时间。
当用在日期范围上时，每个大约日期前都要加一次circa，而前面没有紧接着的Circa的日期通常被视为已确知的。